# NGC 1074
NGC 1074 је спирална галаксија у сазвежђу Кит која се налази на NGC листи објеката дубоког неба.
Деклинација објекта је - 16° 17' 49" а ректасцензија 2h 43m 36,0s. Привидна величина (магнитуда) објекта NGC 1074 износи 14,3 а фотографска магнитуда 15,1. NGC 1074 је још познат и под ознакама MCG -3-8-1, PGC 10324.